# Джеймс Джентл
Джеймс Катберт Джентл (англ. James Cuthbert Gentle, 21 липня 1904, Бруклайн, США — 22 травня 1986, Філадельфія, США) — американський футболіст, що грав на позиції захисника, зокрема, за клуб «Філадельфія Філд Клаб», а також національну збірну США. По завершенні ігрової кар'єри — тренер.

## Клубна кар'єра
Народився 21 липня 1904 року в Бруклайні. Вихованець футбольної школи Університету Пенсільванії.
У дорослому футболі дебютував 1925 року виступами за «Бостон», в якому провів один сезон. 
Завершив професійну ігрову кар'єру у клубі «Філадельфія Філд Клаб».

## Виступи за збірну
1934 року дебютував в офіційних матчах у складі національної збірної США, провівши свій єдиний матч в її складі.
Був присутній в заявці збірної на чемпіонаті світу 1930 року в Уругваї, але на поле не виходив.

## Кар'єра тренера
Розпочав тренерську кар'єру, повернувшись до футболу після тривалої перерви, 1935 року, очоливши тренерський штаб команди «Джеверфорд Колледж».

## Хокей на траві
Був членом американської команди з хокею на траві, яка завоювала бронзові медалі під час Олімпійських ігор 1932 року в Лос-Анджелесі.

## Гольф
Пізніше в житті, зацікавився гольфом і став членом міжнародної команди Американської старшої асоціації гольфу. 
Помер 22 травня 1986 року на 82-му році життя у місті Філадельфія.

## Титули і досягнення
- Бронзовий призер чемпіонату світу: 1930